# Antoni Korczyński
Antoni Izydor Sas-Korczyński (ur. 4 kwietnia 1879 w Krakowie, zm. 7 kwietnia 1929 w Poznaniu) – polski chemik organik.

## Życiorys
Syn Edwarda Korczyńskiego lekarza, profesora i rektora Uniwersytetu Jagiellońskiego. Ukończył gimnazjum klasyczne św. Jacka w Krakowie. Studia wyższe odbył na wydziale chemiczno-technicznym Politechniki w Karlsruhe, politechniki w Monachium i Uniwersytecie Jagiellońskim w Krakowie. Doktorat zrobił na Uniwersytecie w Erlangen w 1902. Wykładowca chemii farmaceutycznej na UJ, w 1909 otrzymał tytuł docenta w Krakowie. Od 1903 był nauczycielem gimnazjum w Stryju, od 1904 nauczycielem II szkoły realnej w Krakowie. Następnie pracował w laboratorium prof. Hentscha w Lipsku i prof Fischera w Berlinie. W 1909 habilitował się na wydziale filozofii UJ. Od 1 kwietnia 1919 był profesorem zwyczajnym chemii organicznej Uniwersytetu Poznańskiego. Prowadził badania dotyczące barwnych pochodnych (typu soli) nitrofenoli, katalitycznego działania różnych metali w reakcjach związków organicznych. Uznawany za twórcę metody ścisłego ilościowego oznaczania alkaloidów (1911).
Zajmował się badaniem heterocyklicznych pochodnych o-aminofenoli, prowadził badania nad działaniem bromu na dural, pięciometylo- i sześciometylobenzol itd. Napisał m.in. Metody ścisłego oznaczania alkaloidów (1911).

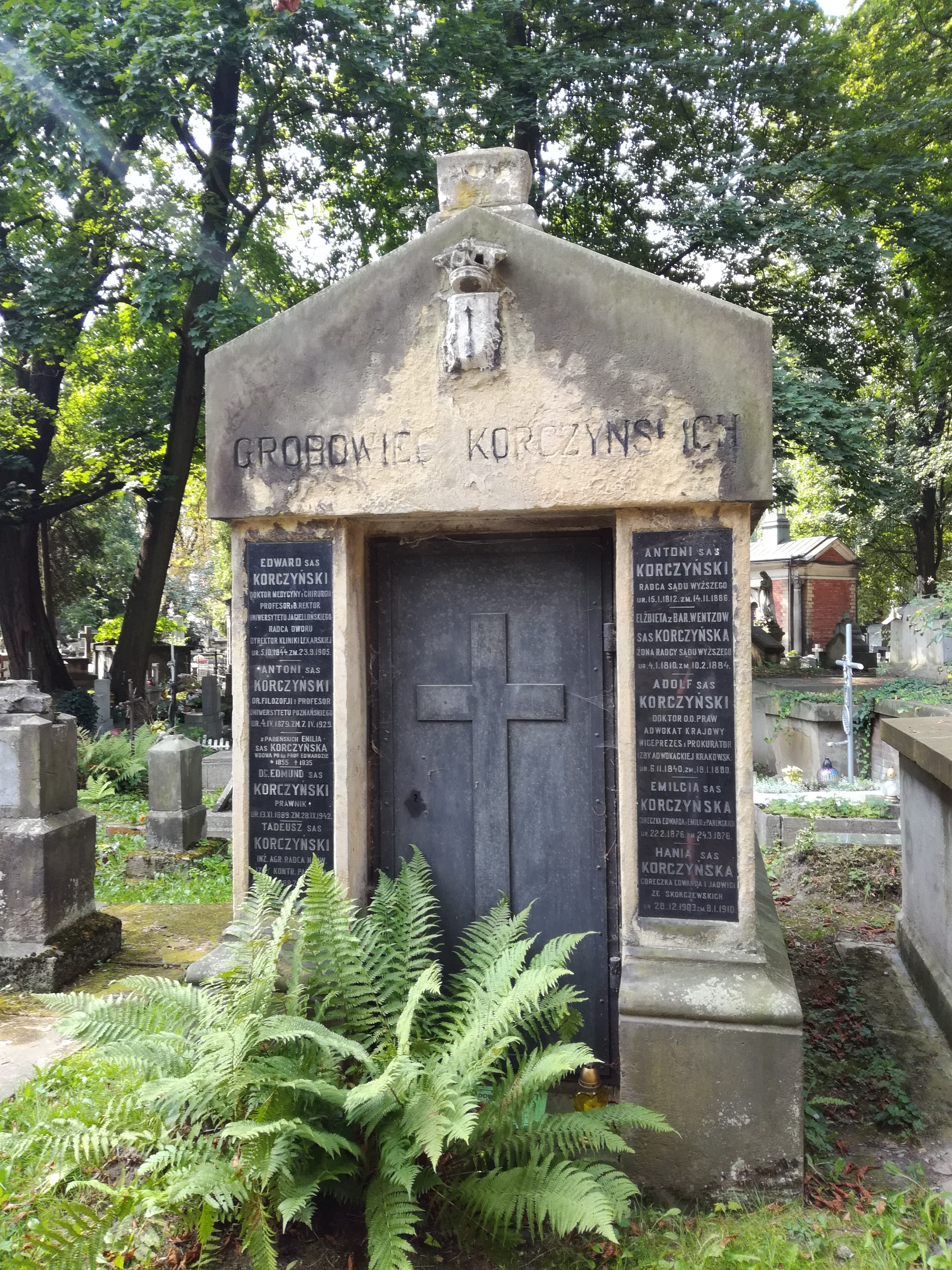
Grobowiec rodzinny Korczyńskich

Został pochowany na cmentarzu Rakowickim w Krakowie (kwatera T-płn.).